# Amoureux (commedia dell'arte)
Pour les articles homonymes, voir Amoureux (homonymie).
Les amoureux (Gli innamorati, prononcé : [ʎi innamoˈraːti]) sont un type de personnage dans la troupe de la commedia dell'arte . Ce sont des personnages sérieux ; ils ne portent donc pas de masques . Les premiers amoureux sont Lélio et Isabella, suivis par Colombine et Arlequin.

## Le couple

### Lélio
- Costume : raison de son rang aristocratique, le costume est somptueux, tel un habit de cour. Il n’a pas de caractéristique particulière et suit la mode de l’époque.
- Caractère et apparence : avec son amoureuse Isabelle, il est à l’origine des amours contrariés, des conflits et des jalousies qui figurent l’aspect psychologique de la commedia dell'arte. Lélio a eu plusieurs noms : Florindo, Léandre, Flaminio, Ottavio,… Il est dans les nuages et va utiliser les services de ses valets et de la soubrette, tout en conservant son autorité. Car, il ne faut pas oublier que derrière son apparence sympathique et attendrissante, il deviendra un futur Monsieur Pantalon, que l’on va apercevoir dans ses explosions de colère. Sa gestuelle est à la fois baroque et classique.

### Isabella
- Costume : en raison de son rang aristocratique, le costume est somptueux, tel un habit de cour. Elle n’a pas de caractéristique particulière et suit la mode de l’époque.
- Caractère et apparence : elle est ravissante, gracieuse et raffinée. Elle semble vivre dans un monde à part et lorsqu’une situation devient embarrassante, elle feint un évanouissement. Elle est assez superficielle et adore les bijoux et les chapeaux. Colombine est sa confidente. Mais plus tard, avec le temps, elle deviendra aussi une Madame Pantalon.

## Apports spécifiques du duo
Selon Michèle Clavilier et Danielle Duchefdelaville, le couple Lélio-Isabelle apporte à la fois de la gravité et de la poésie à l'univers généralement léger et souvent trivial de la commedia dell'arte en le dotant d'une profondeur psychologique. Situés « au-dessus du commun des mortels », les amoureux forment un duo structurant nombre d'intrigues autour duquel s'inscrivent les personnages de valet.